# Daniel Vasella
Daniel Lucius Vasella (Friburgo im Üechtland, 1953) es un médico y empresario de nacionalidad suiza.
Se graduó en Medicina en la Universidad de Berna en 1979. Luego de haber ocupado diversos cargos como médico en Suiza, entró a trabajar en Sandoz Pharmaceuticals en 1988 en los Estados Unidos.
Desde 1993 hasta 1995, Vasella pasó de la Dirección de Marketing Corporativo a Director Vicepresidente del área de desarrollo a nivel mundial y luego como CEO de Sandoz Pharma Ltd. En 1995 y 1996 fue miembro del Comité Ejecutivo del grupo Sandoz.
Fue Presidente del Consejo de administración de la empresa farmacéutica suiza Novartis AG de Basilea desde 1996 hasta inicios de 2014
Recibió el premio Alumni Achievement Award de la Harvard Business School, el Appeal of Conscience Award, el AJ Congress Humanitarian Award, entre otros.
En el 2002, el Dr. Vasella fue premiado con un doctorado honoris causa por la Universidad de Basilea; igualmente recibió la Orden Nacional del Cruceiro del Sur de Brasil, fue distinguido con el rango de Caballero en el Orden Nacional de la legión de Honor en Francia y fue galardonado con el CancerCare Human Services Award.
En una encuesta realizada entre lectores del Financial Times, fue nombrado el hombre de negocios europeo más influyente de los últimos 25 años. En el 2004, la revista Time lo incluyó en la lista de las 100 personas más influyentes del año.
Daniel Vasella es miembro del consejo directivo de DaimlerChrysler AG en Alemania y de PepsiCo en Estados Unidos. Es miembro del comité consultor del Decano del Harvard Business School y del comité de INSEAD. Además, es Presidente de la Federación Internacional de Fabricantes Farmacéuticos, miembro del consejo de asesores en mercado internacional para Shanghái y miembro del comité Internacional de Gobernadores del Centro Peres para la paz en Israel. El año 2009 participó en la Reunión del Grupo Bilderberg, celebrada en Nafsika Astir Palace Hotel de Vouliagmeni, una localidad costera a 20 km de Atenas.